# مصطفی‌بیلی (آدانا)
مصطفی‌بیلی (به ترکی استانبولی: Mustafabeyli) یک منطقهٔ مسکونی در ترکیه است که در جیحان واقع شده‌است. مصطفی‌بیلی ۱٬۸۰۶ نفر جمعیت دارد و ۴۰ متر بالاتر از سطح دریا واقع شده‌است.